# Hussey Vivian, 1:e baron Vivian
Richard Hussey Vivian, 1:e baron Vivian, född den 28 juli 1775, död den 20 augusti 1842, var en brittisk militär, farfar till Hussey Vivian, 3:e baron Vivian.
Vivian blev officer 1793, deltog i 1794 och 1799 års krig i Belgien och Nederländerna, som kavalleriregementschef i kriget i Spanien 1808 och som brigadchef i kriget där och i södra Frankrike 1813–1814. Under 1815 års krig i Belgien förde han, befordrad till generalmajor, med utmärkelse en kavalleribrigad. Särskilt berömd är denna senares anfall mot den framryckande franska slaglinjens center, mellan byarna Hougoumont och La Haye Sainte, mot slutet av slaget vid Waterloo. För sitt förhållande under slaget mottog han parlamentets tack och erhöll flera hedersbevisningar. År 1831 blev han högste befälhavare på Irland, 1835 generalfälttygmästare och 1841 baroniserad.